# サン・バルトロメーオ・イン・ガルド
サン・バルトロメーオ・イン・ガルド（イタリア語: San Bartolomeo in Galdo）は、イタリア共和国カンパニア州ベネヴェント県にある、人口約4,700人の基礎自治体（コムーネ）。

## 地理

### 位置・広がり
ベネヴェント県のコムーネ。県都ベネヴェントから北北東へ37kmの距離にある。

#### 隣接コムーネ
隣接するコムーネは以下の通り。括弧内のFGはフォッジャ県（プッリャ州）、CBはカンポバッソ県（モリーゼ州）所属を示す。
- バゼーリチェ
- カステルヴェーテレ・イン・ヴァル・フォルトーレ
- フォイアーノ・ディ・ヴァル・フォルトーレ
- アルベローナ (FG)
- ロゼート・ヴァルフォルトーレ (FG)
- サン・マルコ・ラ・カートラ (FG)
- トゥファーラ (CB)
- ヴォルトゥラーラ・アップラ (FG)